# Ibsen (slægt)
Ibsen er en dansk–norsk slægt der stammer fra Stege på Møn. Dens mest kendte medlemmer er dramatikeren Henrik Ibsen, statsminister Sigurd Ibsen og filminstruktøren Tancred Ibsen. Slægten uddøde i mandslinjen i 2015 med ambassadør Tancred Ibsen jr., men har stadig efterkommere gennem kvindeled, bl.a. i den danske adelsslægt Bille.